# Invariantes de Arnold
Os três invariantes de Arnold, J+, J- e St, introduzidos por Vladimir Arnold em 1994, são definições matemáticas associadas a curvas planas. Esses invariantes são usados para classificar diferentes curvas com base em suas propriedades topológicas e geométricas. O invariante J+ é definido para curvas diferenciáveis fechadas imersas no plano, que são curvas sem autointerseções. Ele é um valor numérico associado às tangências diretas. O invariante St, está relacionado ao número de pontos triplos que uma curva tem. Ele fornece uma medida da complexidade da curva em termos de suas autointerseções.

## Leitura complementar
- Lílian Neves Santa Rosa (2010), Invariantes de Arnold de curvas planas, Tese de Mestrado, Universidade Federal de Viçosa
- C. Mendes de Jesus, Invariantes Topológicos de Aplicações Genéricas de Superfícies Compactas Orientáveis no Plano, Tese de Doutorado, PUC-RIO, 2001.
- Simone M. Moraes, Catarina M. J. Sánchez, "Invariantes de Curvas Planas Fechadas", Proceeding Series of the Brazilian Society of Applied and Computational Mathematics, Vol. 3, N. 1, 2015.